# Ахимаас
Ахимаас (Ахимаац; ивр. אחימעץ בן צדוק‎ «Ахимаас, сын Садока») — библейский персонаж, иудейский первосвященник, сын Садока.
Он впервые появляется в царствование царя Давида. Во время восстания Авессалома он оставался верным Давиду и помогал ему, сообщая ему новости о делах Авессалома в Иерусалиме.
При царе Соломоне его отец Садок стал первосвященником, и когда он умер, Ахимаас сменил его на этом посту.
Возможно, он был тем же Ахимаасом, который, как упоминается в Книге Царств, взял в жены Басмат (Басемат), одну из дочерей Соломона. Впоследствии царь Израиля Ахаз тоже женился на дочери первосвященника.